# جزیره ملاکا
جزیره ملاکا (به انگلیسی: Malacca Island) (مالایی: Pulau Melaka) یک جزیره مصنوعی است که در فاصله تقریبی ۰٫۵ کیلومتر دورتر از ساحل شهر ملاکا، مرکز ایالت ملاکا، مالزی و به‌طور دقیق در سمت جنوب منطقه تجاری این شهر قرار دارد. این جزیره، بخشی از پروژه ساحلی «مرکز شهر جزیره دوقلو» (Twin Island City Centre) است که توسط شرکت خصوصی با مسئولیت محدود پولائو کمبار (در سابق شرکت خصوصی با مسئولیت محدود اینو انهنس)، یکی از شرکت‌های زیر مجموعه شرکت عمومی با مسئولیت محدود تالام کورپوریشن (Talam Corporation) انجام گرفته است، که شامل ایجاد دو جزیره به مساحت ۴۰ و ۵۰ هکتار است. ایجاد اولین جزیره ۴۰ هکتاری و یک پل ۳۰ متری که جزیره را به سرزمین اصلی متصل می‌کند، به اتمام رسید.
طرح توسعه جزیره ملاکا مبتنی بر یک مسجد شناور، ۴٬۳۸۷ واحد مسکونی و ۴٬۱۸۰ واحد توسعه تجاری مختلط به همراه امکانات تفریحی-گردشگری همچون پارک موضوعی دریایی، اسکله تفریحی، چند هتل و فعالیت‌های ساحلی، طراحی شده بود.

## زیر ساخت
- مسجد تنگه ملاکا، یک مسجد است که بر روی ستون‌هایی در سطح بالای آب ساخته شده است، وفق اینکه یک فانوس دریایی به شکل مناره در کرانه جنوبی جزیره واقع شده است.

## طرح‌های توسعه‌ای که کنار گذاشته شد
- شهر عرب ملاکا
- چشم بر مالزی
- دروازه ملاکا